# Humber (pantserwagen)
De Humber was een Brits gevechtsvoertuig uit de Tweede Wereldoorlog.
De Humber was een pantserwagen, waarvan er ongeveer 5400 geproduceerd werden in verschillende versies, wat het de meest geproduceerde Britse pantserwagen uit de oorlog maakte. Het prototype verscheen voor het eerst in 1940, maar de productie begon maar in 1941. De Humber was gebaseerd op een pantserwagen, gebouwd door Guy Motors in 1938.
De Humber werd het eerst ingezet in Noord-Afrika. Daarna kwam het in actie op alle slagvelden waar Britten bij betrokken waren.

## Varianten
- Mark I

De originele versie was gebaseerd op de Guy pantserwagen. Hij was uitgerust met één 15 mm en één 7,92 mm machinegeweer. De bemanning bestond uit een chauffeur, een schutter en de commandant. Er werden ongeveer 300 stuks van deze variant geproduceerd.
- Mark I AA/Quad AA

De luchatafweerversie, uitgerust met vier 7,92 mm machinegeweren die in een bijna verticale positie konden worden gebracht.
- Mark II

Deze variant kreeg aanpassingen aan de koepel en beter pantser rond de chauffeur en de radiator.
- Mark III

De koepel werd vergroot zodat een radio-operator aan boord kon.
- Mark IV

Het voertuig (zie foto bovenaan) werd uitgerust met een Amerikaans snelvuurkanon waardoor de radio-operator zijn plaats verloor in de koepel. De machinegeweren werden verwijderd.
Humbers werden bij sommige legers in het Verre Oosten, zoals Thailand, gebruikt tot midden de jaren 60. Ook de Belgische Rijkswacht had tot in de jaren 1970 Humbers in dienst bij het Mobiel legioen.